# ویتامین کا

ساختار شیمیایی ویتامین K1

ساختار شیمیایی ویتامین K2

ویتامین کا (K) به گروهی از ویتامین‌های محلول در چربی گفته می‌شود که در روده و کبد ساخته شده و در لختگی خون نقش دارند. نام ویتامین K از حرف نخست واژه Koagulation در زبان آلمانی یا Coagulation در زبان دانمارکی گرفته شده است.

## کشف
در سال ۱۹۳۵ میلادی، دانشمندی دانمارکی بنام هنریک دام متوجه وجود ماده‌ای در بدن مرغ شد که باعث لخته شدن خون می‌شد. وی این ماده را «ویتامین کا» نام‌گذاری کرد.

## عملکرد
نیاز به صفرا دارد. این ویتامین در برابر گرما پایدار است اما در مقابل نور خورشید و یخ زدگی از بین می‌رود. هر چه هوا گرمتر شود نیاز بدن به ویتامین K بیشتر می‌شود.

## گونه‌ها
ویتامین K نامی عمومی برای دو گروه کوچک از ویتامین‌های کا۱ (فیلوکینون) و کا۲ (مناکینون) است که تفاوت اندکی در ساختار مولکولی با یکدیگر دارند. هر دو، کارکردی همانند دارند هر چند هنوز پژوهشهای بسیاری لازم است تا تفاوت میان این دو به درستی دریافته شود. ویتامین کا۲ نسبت به کا۱ بهتر جذب می‌شود و مدت زمان طولانی‌تری در بدن ذخیره می‌ماند. بدن می‌تواند مقداری از ویتامین کا۱ را به کا۲ تبدیل کند.
وظیفه ویتامین کا۲ یا k2 در اصل انتقال کلسیم از خون به داخل استخوان و دندان می‌باشد و همچنین مانع از رسوب کلسیم در رگها و بافتهای بدن و ایجاد سنگ کلیه می‌شود.

## فواید
مهم‌ترین فایده ویتامین K جلوگیری از خونریزی است. این ویتامین برای کنترل و درمان خون‌ریزی ناشی از بیماری‌های هموفیلی، کبد، زردی و زخم معده سودمند است و همچنین خونریزی‌های ناشی از استفاده طولانی مدت از آسپرین‌ها و آنتی‌بیوتیک‌ها را درمان می‌کند. به‌علاوه ویتامین K در درمان خون‌ریزی شدید در دوران قاعدگی و بهبود وضعیت استخوان‌ها و قلب مفید است. به نوزادان زودرس که امکان خون‌ریزی در آن‌ها زیاد است هم بعد از تولد ویتامین کا تزریق می‌کنند. همچنین این ویتامین در پیشگیری از سنگ کلیه، پوسیدگی (پوکی) استخوان، دیابت و بیماری‌های کبدی سودمند است. نوع مصنوعی آن که محلول در آب است در درمان زخم‌های پوستی مفید است.

## کمبود
فقر ویتامین K در انسان شایع نیست. معمولاً مقادیر کافی آن از طریق رژیم غذایی تأمین می‌شود.
با این حال کمبود ویتامین کا باعث خونریزی در گرما می‌شود. عواملی مانند عدم جذب چربی در روده، بیماری‌های کبد، و مصرف آنتی‌بیوتیک باعث از بین بردن باکتری‌های روده ممکن است باعث کمبود ویتامین کا در بدن شوند. باید به شیر نوزادانی که با شیر مصنوعی تغذیه می‌شوند، آب پرتقال، آب گوجه‌فرنگی و آب حبوبات سبز را (در صورتی که زیاد دچار خون‌ریزی می‌شوند) افزود. در نوزادانی که به وسیلهٔ شیر مادر تغذیه می‌شوند ویتامین کا به وسیلهٔ شیر مادر به آنان منتقل می‌شود. در کودکانی که فقط از شیر مادر تغذیه می‌کنند نیز احتمال کمبود ویتامین کا وجود دارد. پرتوزایی (مانند پرتو ایکس) و همچنین آلودگی هوا این ویتامین را در بدن از بین می‌برند.

## منابع ویتامین

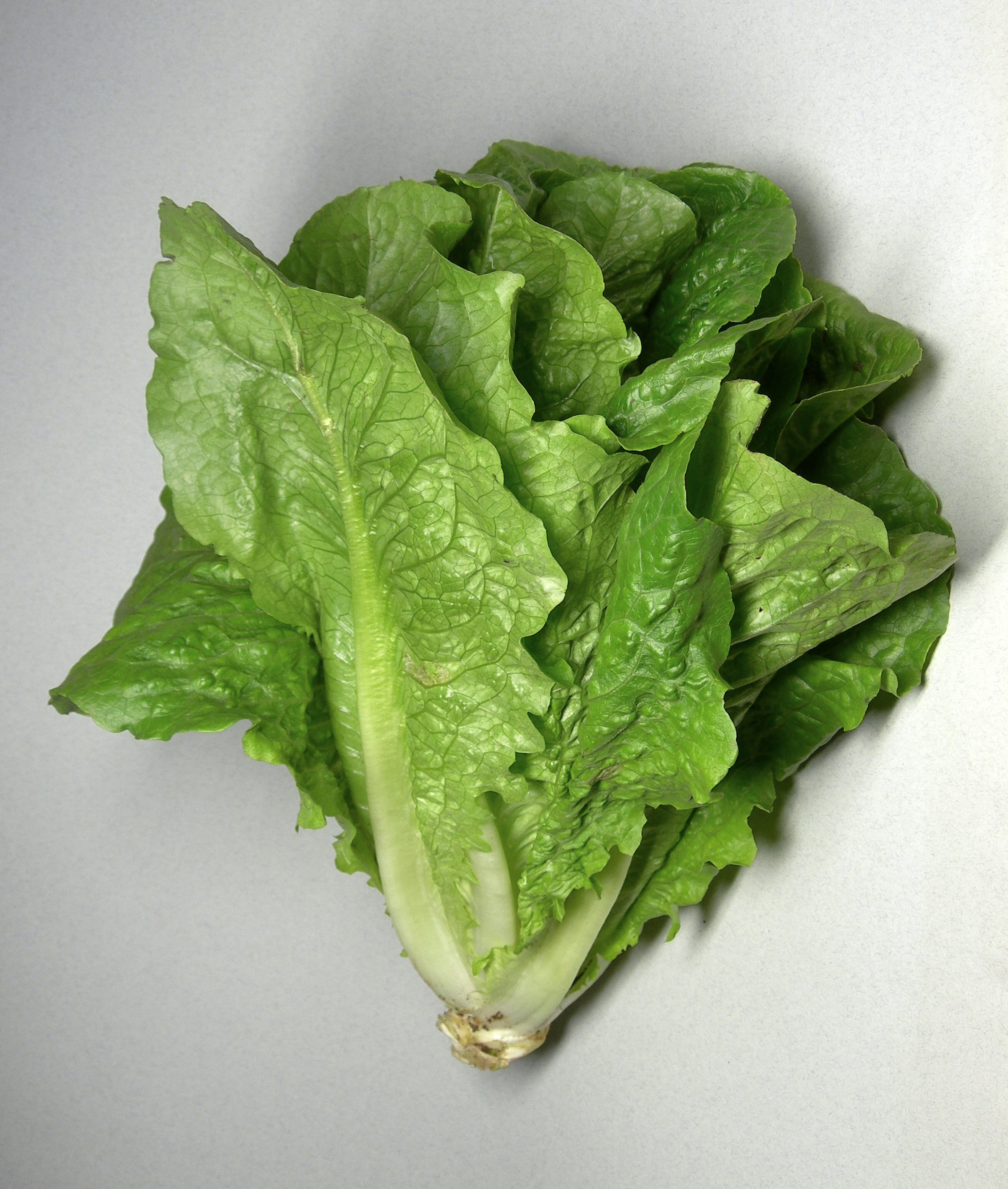
کاهو سرشار از ویتامین کا است.